# Heterodoksi
Heterodoksi (héterodoks; gr. "af en anden mening", modsat ortodoks "af den rette mening") anvendes i den kirkelige sprogbrug til at betegne en opfattelse, som på mere underordnede punkter afviger fra den inden for kirkesamfundet gældende.
Blandt protestanter er heterodoksi eller vranglære et mildere begreb end hæresi (kætteri), der bruges om væsentlige vildfarelser med hensyn til lærespørgsmål; en katolik derimod kan ikke godkende denne distinktion, idet enhver afvigelse fra kirkens lære for ham er hæresi.
Ordet anvendes også inden for f.eks. videnskaben til at karakterisere tankegange, der er i strid med hovedstrømningen på området. Således anvendes begrebet heterodoks økonomi for at betegne forskellige retninger, der afviger fra den almindeligt anvendte mainstream-økonomiske tankegang.